# Mosca (nom comú)
|  | Per a altres significats, vegeu «Mosca». |

Anatomia d'una mosca típica
I: cap; II: tòrax III: abdomen. — 1: prescutum; 2: espiracle davanter; 3: scutum; 4: basicosta; 5: calypters; 6: scutellum; 7: vena; 8: ala; 9: segment abdominal; 10: balancín; 11: espiracle posterior; 12: fèmur; 13: tíbia; 14: espolón; 15: tars; 16: propleura; 17: prosternón; 18: mesopleura; 19: mesosternón; 20: metapleura; 21: metasternón; 22: ull compost; 23: aresta; 24: antena; 25: palps maxil·lars; 26: labium; 27: labellum; 28:seudotráquea.

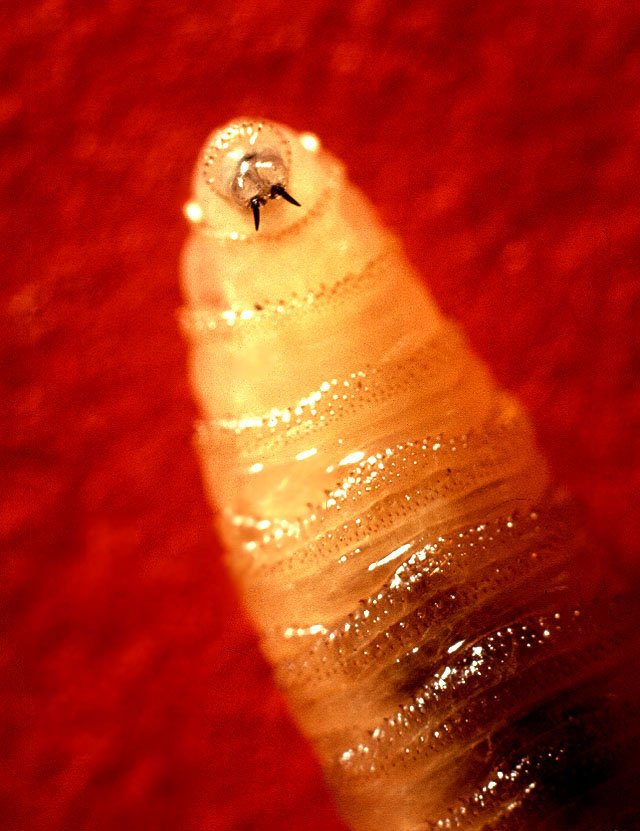
Larva de mosca causant de miasis.

Les mosques són un grup espècies d'insectes, sobretot les pertanyents a l'ordre dels dípters (Diptera), i en especial les del subordre dels braquícers. Les espècies que pertanyen a la família de la mosca comuna (Muscidae) són les mosques per excel·lència; també es denominen mosques les espècies de famílies properes, com Calliphoridae o Sarcophagidae. Altres dípters reben noms concrets, com els tàvecs i els mosquits.

## Etimologia
El terme mosca és molt vague i és difícil precisar quines espècies s'inclouen sota aquesta denominació. Segons el DIEC, el terme "mosca" fa referència tan a Musca domestica, com a altres espècies anàlogues de dípters.

## Mosques que no són mosques
Existeixen diversos grups d'insectes que reben el nom vulgar de «mosca» sense ser-ho. Les «mosques» porta-serra són himenòpters (del mateix ordre que les abelles, vespes i formigues); les «mosques» de maig són efemeròpters; les «mosques» de les pedres són plecòpters; les "mosques" escorpí són mecòpters; les «mosques» blanques són hemípters; la «mosca» d'Espanya és un coleòpter; les «mosques» de la sorra són mosquits, etc.

## Característiques
Les mosques típiques (Muscidae i famílies properes), com tots els dípters, posseeixen un cos dividit en tres regions o tagmes: cap, tòrax i abdomen. Tenen ulls composts per milers de facetes sensibles a la llum individualment que netegen constantment fregant les seves potes, i peces bucals adaptades per succionar i llepar; cap mosca és capaç de mossegar o mastegar, però algunes espècies piquen i succionen sang (com la mosca tse-tse). Solament tenen dues ales, ja que les ales posteriors estan reduïdes a unes estructures anomenades halteris o balancins, que actuen com a òrgans estabilitzadors del vol.
Tenen el cos cobert per nombroses sedes sensorials amb les quals poden assaborir, ensumar i sentir. Les sedes de les peces bucals i de les potes s'usen per assaborir; les mosques assaboreixen el que trepitgen; si trepitgen alguna cosa saborosa, baixen la boca i ho proven.
Les potes presenten uns coixinets adherents que els permeten caminar sobre superfícies llises com el vidre, fins i tot de cap per avall.

## Biologia i ecologia
El seu cicle de vida és holometàbol, és a dir, se succeeixen quatre fases morfològiques: l'ou, la larva, la pupa, i l'adult o imago. Algunes espècies completen aquest cicle en uns pocs dies; unes altres, en un o dos mesos. Però en general la vida mitjana d'una mosca és de 15 a 25 dies. No obstant això, no totes les mosques ponen ous. Algunes espècies són ovovivípares, els ous es desclouen a l'interior de la mare, de manera que les cries surten a l'exterior ja en forma de larves.
Moltes viuen a les escombraries i en llocs en els quals hi hagi matèria fecal d'animals. Els animals atreuen a les mosques a les poques hores d'haver mort. La majoria de les mosques són diürnes.

## Impacte en l'ecosistema
Les mosques formen part de gairebé tots els ecosistemes, en tots els hàbitats terrestres. Les conseqüències de la seva presència en el medi ambient i en la societat humana són d'importància excepcional.[cita 
- Positiu. Les mosques i altres insectes, tal com els escarabats enterradors, són molt importants en el consum i eliminació dels cadàvers dels animals. Les mosques també són essencials per convertir la matèria fecal i en la descomposició de la vegetació. Les mosques taquínides s'usen com a control biològic perquè parasiten diferents espècies de bestioles. Les mosques també serveixen com a presa per a altres animals incloent aus i petits rosegadors, són així part important de la cadena alimentària. Algunes són actives pol·linitzadores (per exemple, es crien les mosques en grans nombres per servir com a polinitzadores de girasols en els hivernacles del Japó, també són bones pol·linitzadores de cols i altres plantes crucíferes).[cita [cal citació]
- Negatiu. Atès que la matèria fecal i la carn en descomposició atreuen les mosques, se les relaciona amb la transmissió de malalties infeccioses com la disenteria, el còlera, i la febre tifoidea, en contaminar els aliments sobre els quals es posen. També són vectors en la transmissió de epizoòties, com per exemple la mosca tse-tsé que propaga, per picada, la malaltia del son entre els bòvids i l'home. Les larves d'algunes mosques produeixen miasis en el bestiar (Cochliomyia hominivorax, el cuc barrinador del bestiar) i en l'home (Dermatobia hominis).

## Teràpia larval
La teràpia larval, també coneguda com a teràpia de larves o teràpia de cucs, és la introducció intencionada per part d'un professional mèdic de larves vives i esterilitzades de mosca en ferides no cicatritzants d'animals i humans, amb el propòsit de netejar selectivament els teixits necrótics i promoure'n el sanat.

## Mosques i la cultura

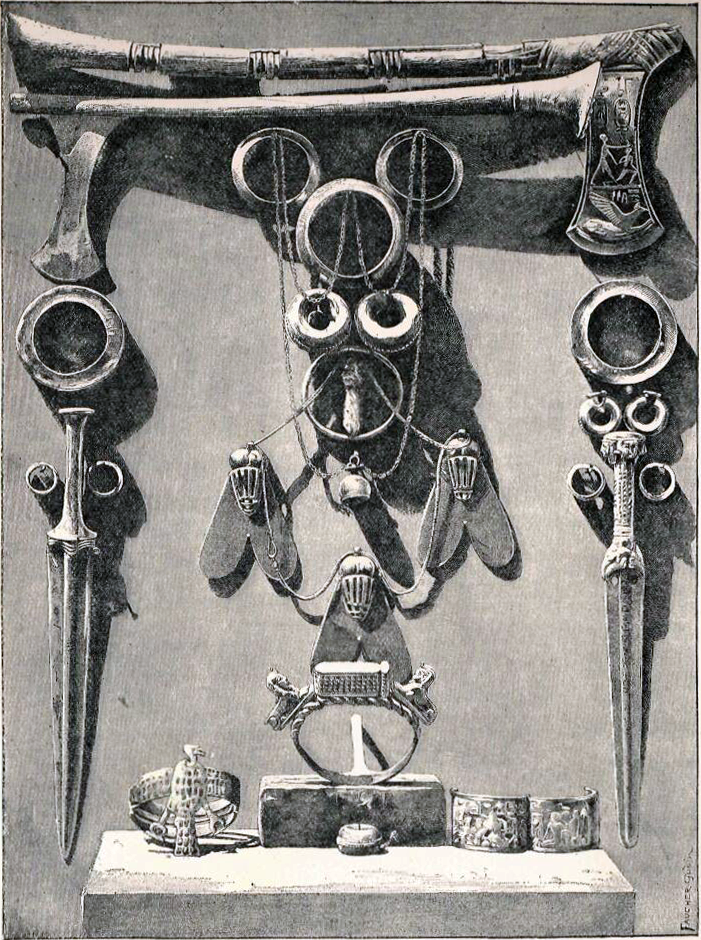
Joies i armes cerimonials trobades en l'enterrament de la reina Ahhotep, incloent un destral en el tall de la qual es representa al faraó Amosis I abatent a un soldat hicso i les mosques d'or concedides a la reina per la seva recolzo en la lluita contra els hicsos.

S'han usat sovint les mosques en la mitologia i literatura per representar agents de mort i deterioració, com la quarta plaga Bíblica d'Egipte. S'han retratat com les malvades (per exemple, en la mitologia grega, Myiagros era un déu que espantava les mosques durant els sacrificis a Zeus i Atena, i Zeus va enviar a una mosca a mossegar el cavall Pegasus que causa Bellerophon per retirar-se a la Terra quan ell la va intentar muntar per Muntar l'Olimp).
No obstant això, en algunes cultures la connotació no és tan negativa (per exemple, en la religió de Navajo tradicional, la Mosca Gran és un esperit important).
La mosca, com a símbol de valor indomable, insistència i tenacitat enfront del conflicte, era el major guardó militar en la cultura egípcia, la més alta distinció concedida pel faraó als seus valents. El faraó Ahmose va condecorar en una bella cerimònia a la seva mare, Ahhotep, amb un collaret amb tres grans mosques d'or, de 9 cm d'altura. Cap altra reina d'Egipte va rebre aquesta condecoració militar. Ahmosis reconeixia així que la inspiradora de la guerra d'alliberament havia estat Ahhotep; era la seva forma de reconèixer els grans esforços i sacrificis als quals s'havia sotmès aquesta reina, lliurada a la causa d'alliberar a Egipte del jou dels hicsos.
Els habitants de Cirene oferien sacrificis al deu Acoro perquè els lliurés d'aquests insectes. Els acarnanios veneraven les mosques i els naturals de Accaron oferien encens a la divinitat que les caçava. Els grecs tenien així mateix el seu deu Caçamosques (Myiagros). Eliano diu que les mosques es retiraven per si soles en els jocs olímpics i passaven a l'altra part del riu Alfeo. En el temple d'Apol·lo, a Accio, quan s'apropava la festa, s'immolava un toro a les mosques que, una vegada sadollades, es retiraven.
El dimoni Belcebú rep el nom de "el senyor de les mosques", a causa d'un joc de paraules que va convertir el deu cananeu Ba'al Zebûl (literalment "el senyor príncep") en Baal Zabut ("el senyor de les mosques").
A Roma, hi havia un temple, el d'Hèrcules vencedor, en el qual no obstaculitzen mai les mosques per més que aquell heroi no hagués pogut mai espantar-les, ja que, segons Teòfil i Paracels, ni el mateix Júpiter té aquest poder. Les mosques acudien a miríades als sacrificis de Molloch i els jueus consideraven de feliç averany que no es veiés mai una mosca en el temple de Salomón.
El poema d'Emily Dickinson diu «jo vaig sentir el zumzeig d'una mosca quan moria» fent referència a les mosques en el context de la mort. D'igual manera, en l'art i la ficció, s'usen també principalment les mosques per introduir elements d'horror o una sensació de brutícia; un exemple de l'anterior és una pel·lícula de ciència-ficció de 1958 anomenada La mosca, en la qual s'observava un científic intercanviar accidentalment parts del seu cos (ADN) amb les de una mosca. L'habilitat de les mosques per aferrar-se a gairebé qualsevol superfície també ha inspirat el títol de "home mosca" per a persones amb habilitats d'escalada i paracaigudisme als edificis.
Les mosques són un dels símbols personals del poeta Antonio Machado; en el seu poema «Las moscas» les retrata com animalons entremaliats i entranyables que evoquen la infància del poeta i que no tenen respecte ni per les "parpelles dels morts".

## Habilitat per escapar
En 2008, un equip d'investigadors en Caltech, als Estats Units, liderats pel professor de Bioingeniería, Michael Dickinson, van publicar a Current Biology que aquests insectes deuen la seva habilitat per escapar al fet que compten amb un sofisticat sistema de defensa que els fa anticipar-se als moviments del seu atacant i respondre amb moviments «molt ràpids, d'uns 200 mil·lisegons». Mitjançant vídeos d'alta velocitat i alta resolució aquests científics han descobert com una mosca és capaç de moure les seves potes posteriors i col·locar-les just en la posició idònia per emprendre el vol amb la finalitat de fugir. Expliquen també que són capaces de fer això i no necessàriament complir-ho, és a dir, si finalment l'atacant no ataca la mosca, tornen a la seva posició normal. També són capaces d'usar aquest sistema mentre realitzen altres accions.

## Lliure albir en mosques
Al desembre de 2010 es va publicar a la revista Proceedings of the Royal Society l'article «Cap a un concepte científic de la voluntat lliure com un tret biològic: accions espontànies i presa de decisions en els invertebrats» en el qual s'afirma que fins i tot els invertebrats manifesten d'alguna manera una conducta amb lliure albir. El seu autor, Björn Brembs, afirma que el comportament de les mosques, encara que no és completament lliure, no està completament constret. El treball aporta evidència obtinguda de cervells de mosques, cervells que semblen estar dotats de flexibilitat en la presa de decisions. El científic assenyala que la capacitat de triar entre diferents opcions de comportament, fins i tot en l'absència de diferències en el medi ambient, seria una capacitat comuna a la majoria dels cervells, si no de tots, per la qual cosa els animals més simples no serien autòmats totalment predictibles. Així mateix, assenyala que aquesta capacitat té la seva explicació adaptativa com a resposta enfront de competidors, preses i predadores.

## Galeria d'imatges

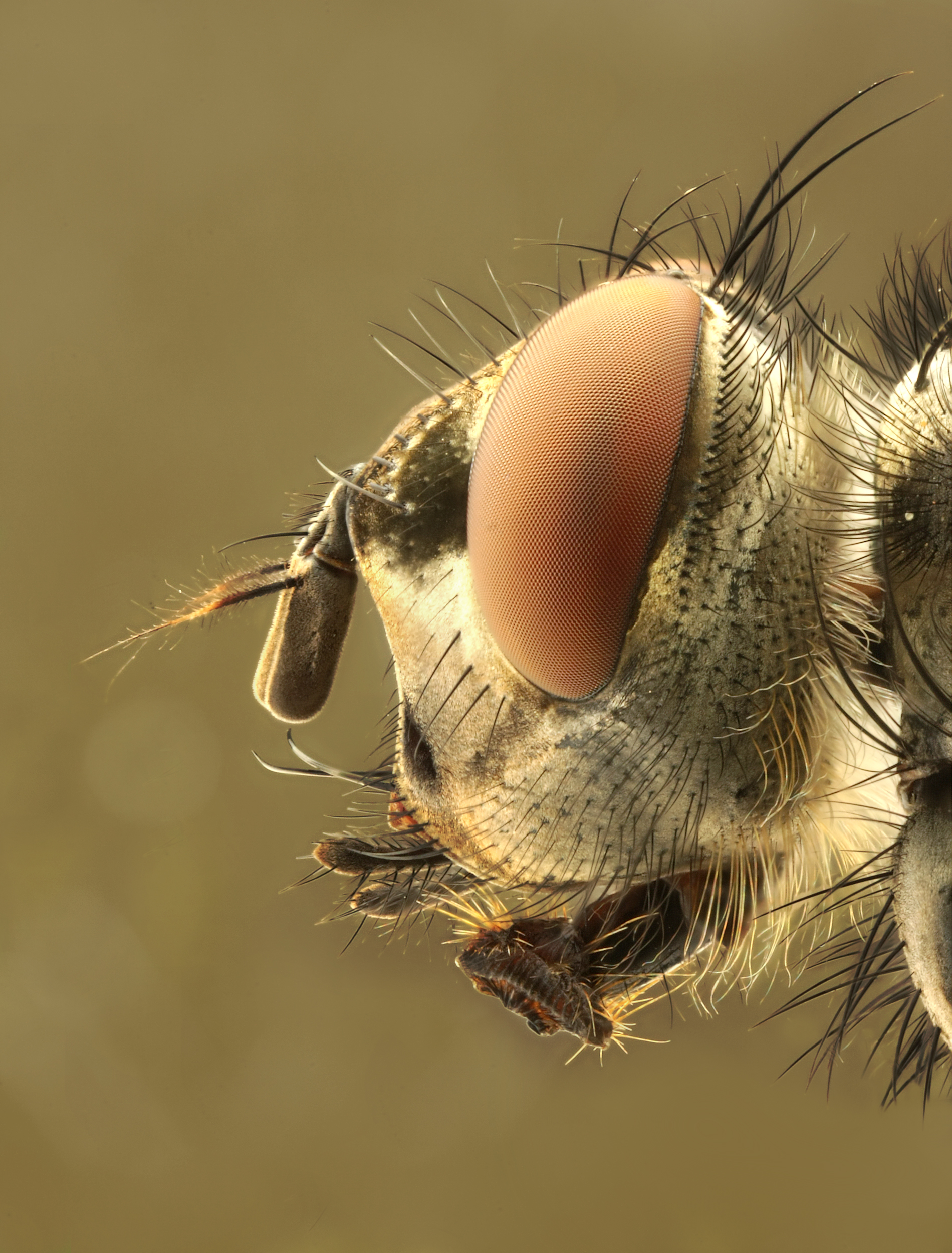
Cap d'una mosca.
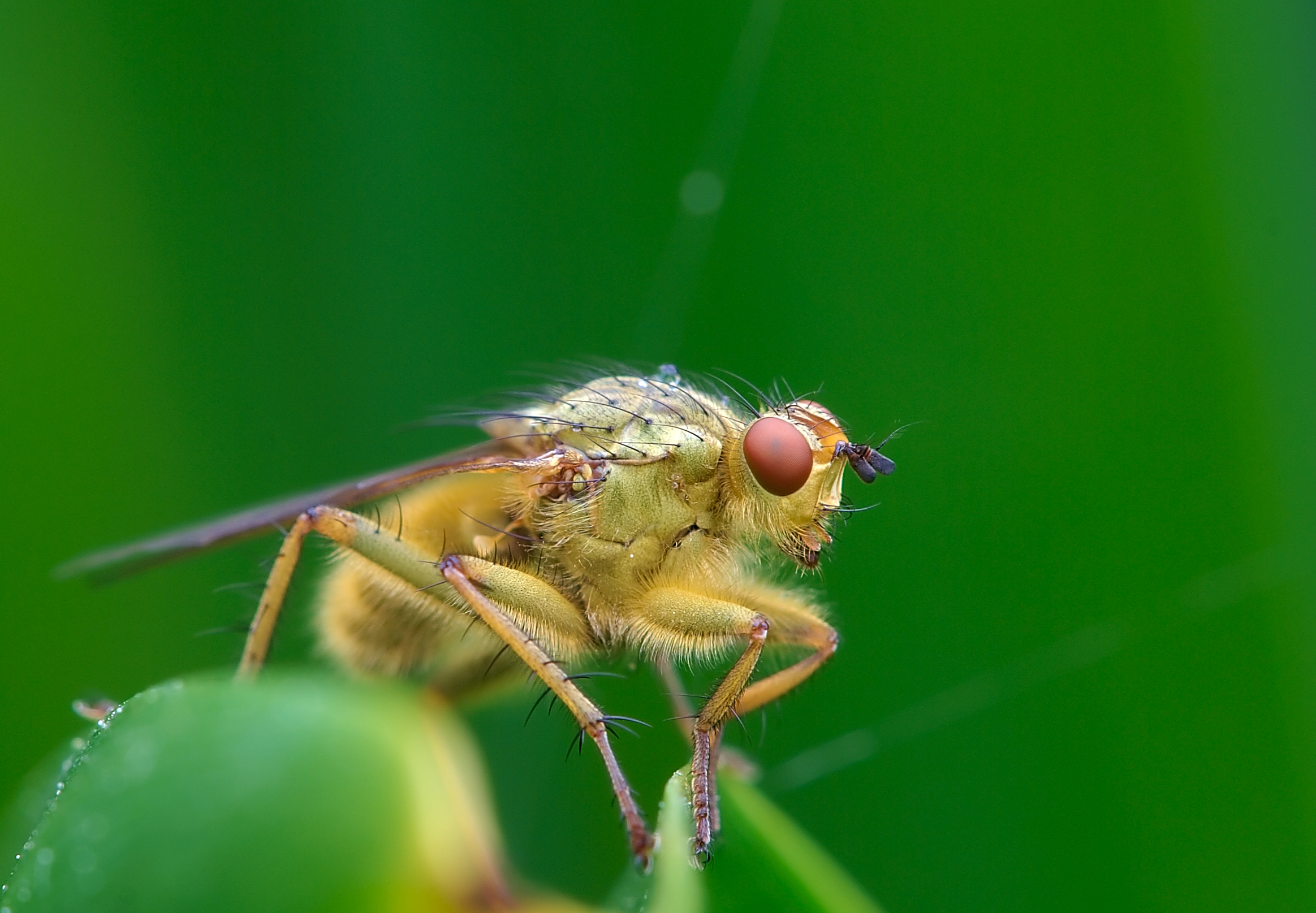
Scatophaga stercoraria .
Animació d'una mosca.
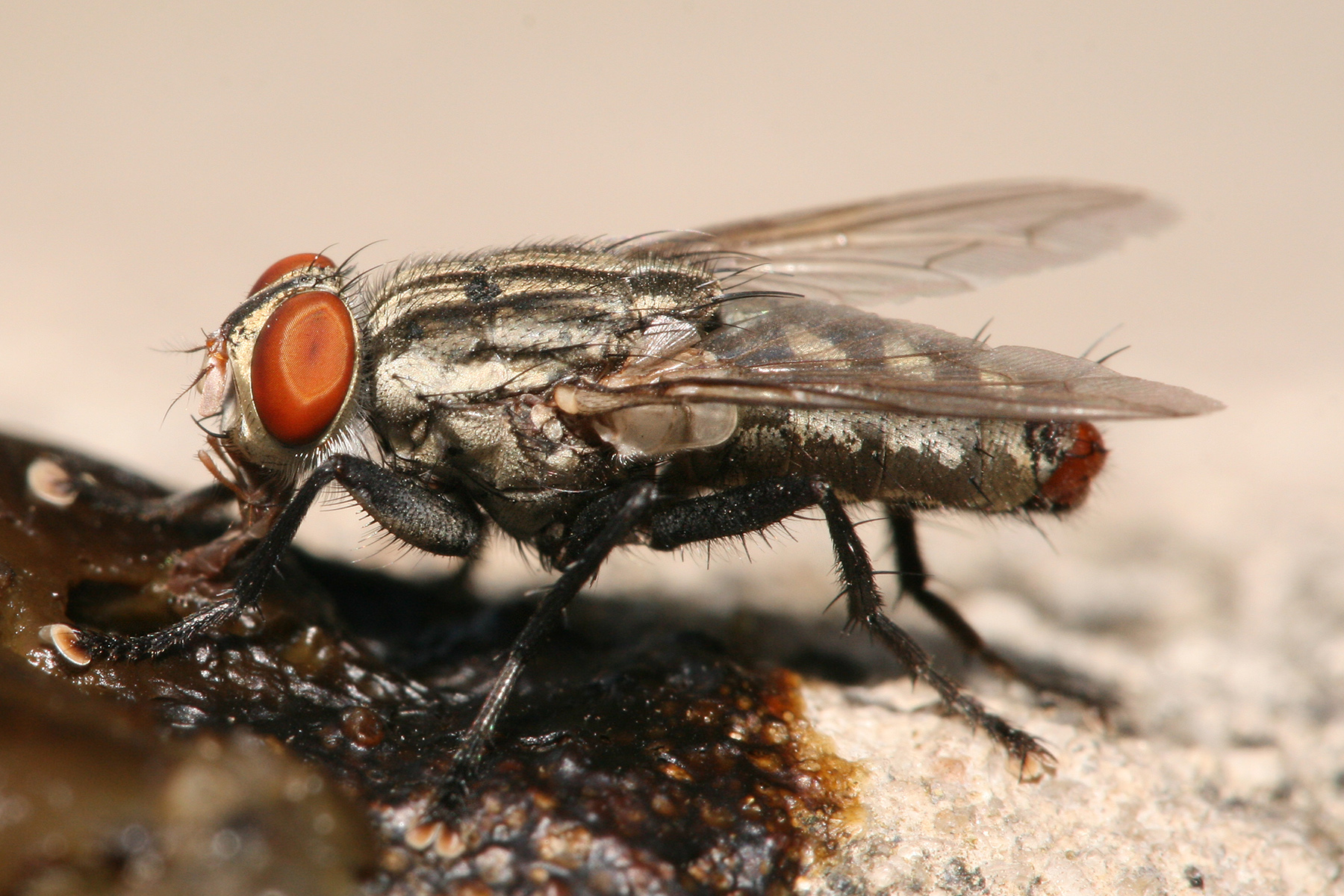
Sarcophaga (Sarcophagidae).
- Mosca fregant-se les potes
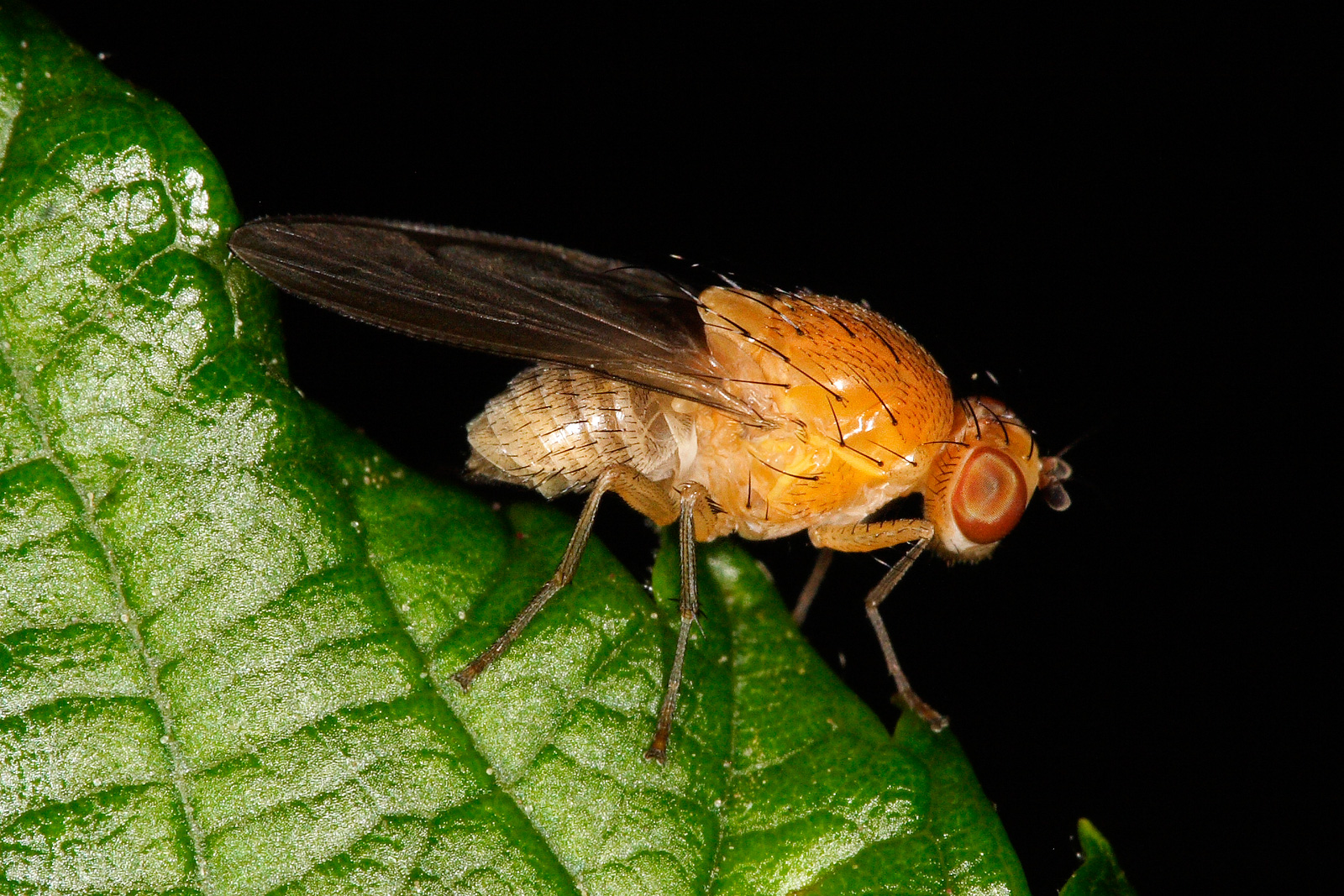
Drosophila melanogaster (Drosophilidae).
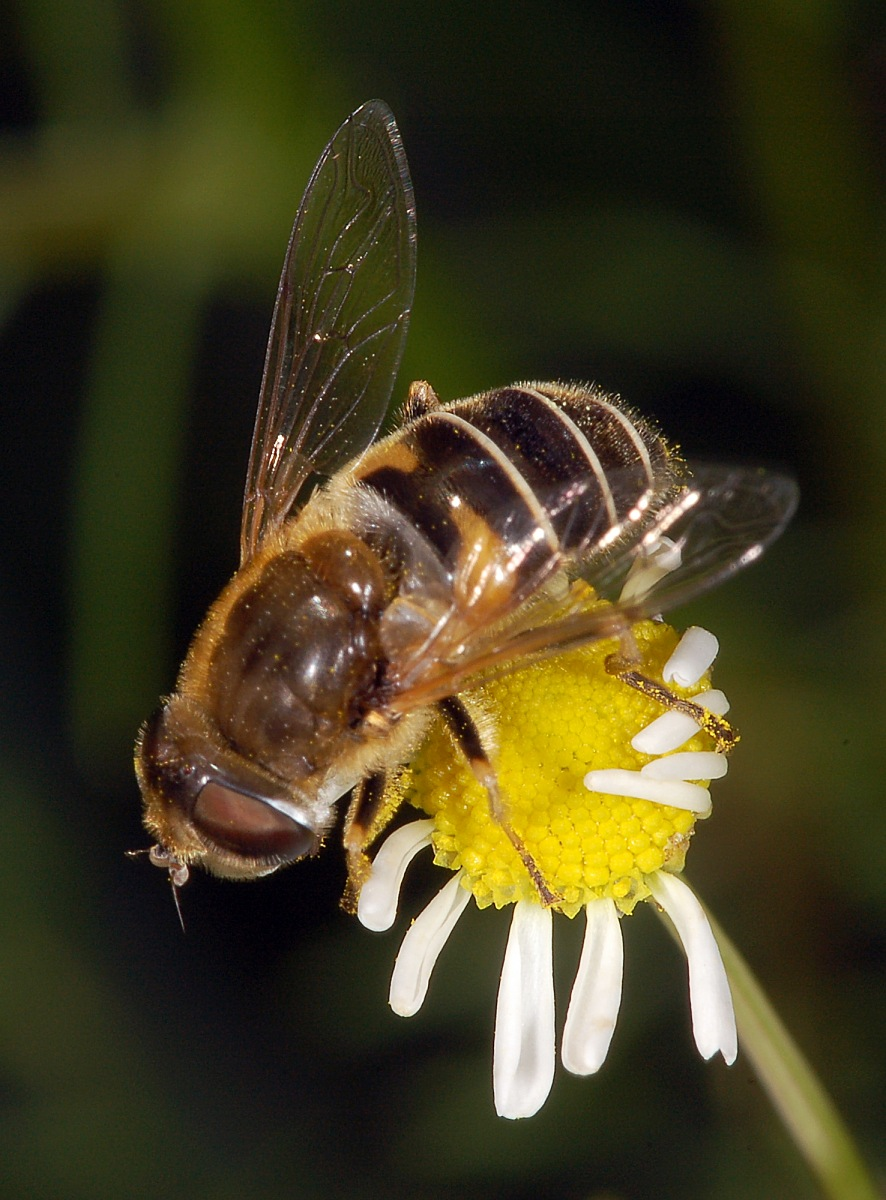
Eristalis (Syrphidae), una mosca que imita a una abella.
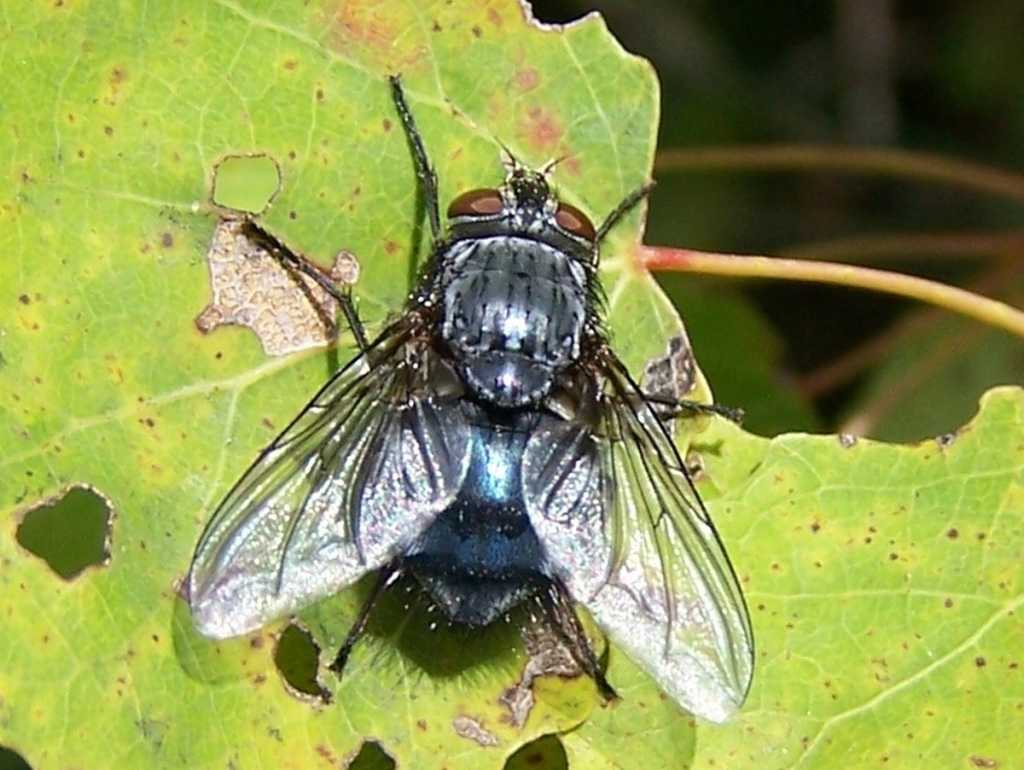
Calliphora vomitoria (Calliphoridae).